# 7. julij
7. julij je 188. dan leta (189. v prestopnih letih) v gregorijanskem koledarju. Ostaja še 177 dni.

## Dogodki
- 1153 – delovati prične cistercijanski samostan v Stični
- 1345 – bitka pri Periteorionu
- 1438 – Karel VII. s pragmatično sankcijo uveljavi reforme baselskega koncila
- 1445 – bitka pri Suzdalu
- 1456 – Ivana Orleanska oproščena herezije (vendar že pred tem sežgana)
- 1534 – v današnjem Novem Brunswicku pride do prvega znanega trgovanja med Evropejci in domačini
- 1798 – ZDA razveljavijo zavezništvo s Francijo
- 1799 – enote Randžita Singha zasedejo položaje okoli Lahoreja
- 1807 – z mirom v Tilsitu med Francijo, Prusijo in Rusijo se konča četrta koalicija
- 1816 – René-Théophile-Hyacinthe Laennec izumi stetoskop
- 1898 – William McKinley podpiše resolucijo, s katero si ZDA priključijo Havaje
- 1915 – konec prve soške bitke (začetek 23. junija 1915)
- 1917 – princ Georgij Jevgenjevič Lvov imenuje začasno rusko vlado
- 1937 – japonske enote vdrejo na Kitajsko
- 1941 – ameriške enote se izkrcajo na Islandiji
- 1942 – nemška uprava uvede vojaško obveznost na Gorenjskem in Mežiški dolini
- 1945 – v tržaško pristanišče pripluje prva ladja s pomočjo UNRRA (United Nations Relief and Rehabilitation Administration)
- 1946 – Frances Cavier Cabrini postane prva svetnica iz ZDA
- 1956 – Fritz Moravec, Josef Larch in Hans Willenpart prvi preplezajo osemtisočak Gašerbrum II
- 1958 – Dwight David Eisenhower podpiše zakon o aljaški državnosti, ki pomeni prvi korak na poti k zvezni državi
- 1969 – francoščina postane enakovredna angleščini v kanadskem parlamentu
- 1976 – prve ženske sprejete na vojaško akademijo West Point
- 1978 – Salomonovi otoki postanejo neodvisna država
- 1981 – Izraelsko vojno letalstvo izvede operacijo Opera
- 1985 – takrat 17-letni Boris Becker postane najmlajši zmagovalec v Wimbledonu
- 1991 – na Brionih se sestanejo predstavniki Slovenije, SFRJ in EU ter sprejmejo Brionsko deklaracijo
- 1994 – Severni Jemen zasede Aden, s čimer se konča združevanje Jemna
- 2005 – Al Kaida v Evropi izvede več terorističnih napadov v Londonu

## Rojstva
- 1053 – Širakava, 72. japonski cesar († 1129)
- 1119 – Sutoku, 75. japonski cesar († 1164)
- 1207 – Elizabeta Ogrska, madžarska princesa, turinška mejna grofica, svetnica († 1231)
- 1752 – Joseph-Marie Jacquard, francoski izumitelj († 1834)
- 1860 – Gustav Mahler, avstrijski skladatelj († 1911)
- 1861 – Nettie Maria Stevens, ameriška biologinja, genetičarka († 1912)
- 1875 – Avguštin Stegenšek, slovenski umetnostni zgodovinar († 1920)
- 1884 – Lion Feuchtwanger, nemško-judovski pisatelj, dramatik († 1958)
- 1887 – Marc Chagall, rusko-francoski slikar († 1985)
- 1893 – Miroslav Krleža, hrvaški pisatelj, pesnik, dramatik († 1981)
- 1899 – George Cukor, ameriški filmski režiser († 1983)
- 1901 – Vittorio De Sica, italijanski filmski režiser († 1974)
- 1906 – Vilim Srećko Feller, hrvaško-ameriški matematik († 1970)
- 1907 – 
  - Ida Kravanja – Ita Rina, slovenska filmska igralka († 1979)
  - Robert Anson Heinlein, ameriški pisatelj († 1988)
- 1908 – Evert Willem Beth, nizozemski logik, filozof in matematik († 1964)
- 1911 – Gian Carlo Menotti, italijansko-ameriški skladatelj († 2007)
- 1922 – Pierre Cardin, francoski modni oblikovalec
- 1927 – Doc Severinsen, ameriški skladatelj, jazzovski glasbenik
- 1934 – Vinko Globokar, slovenski skladatelj, pozavnist
- 1940 – Ringo Starr, angleški bobnar, glasbenik
- 1943 – Toto Cotugno, italijanski pevec († 2023)
- 1949 – Shelley Duvall, ameriška filmska igralka
- 1981 – Omar Naber, slovenski glasbenik, pevec

## Smrti
- 1162 – Haakon II., norveški kralj (* 1147)
- 1191 – Judita Švabska, deželna grofinja Turingije (* 1133)
- 1223 – Ibn Kudama Al-Makdisi, islamski učenjak in pravnik (* 1147)
- 1268 – Renier Zen, 45. beneški dož
- 1285 – Tile Kolup, nemški slepar in nastopač
- 1304 – papež Benedikt XI. (* 1240)
- 1307 – Edvard I. Dolgokraki, angleški kralj (* 1239)
- 1345 – Momčil, bolgarski razbojnik, vojvoda (* 1305)
- 1572 – Sigismund II. Avgust, poljski kralj in itovski veliki knez (* 1520)
- 1880 – Lydia Marie Child, ameriška pisateljica abolicionistka (* 1802)
- 1895 – Friedrich Wilhelm Gustav Spörer, nemški astronom (* 1822)
- 1901 – Johanna Spyri, švicarska pisateljica (* 1827)
- 1909 – Walter Ritz, švicarski fizik (* 1878)
- 1912 – Karel Štrekelj, slovenski jezikoslovec, književni zgodovinar (* 1859)
- 1922 – Jacques Bertillon, francoski statistik, demograf (* 1851)
- 1930 – sir Arthur Conan Doyle, škotski pisatelj (* 1859)
- 1939 – Axel Hägerström, švedski filozof in pravnik (* 1868)
- 1949 – Bunk Johnson, ameriški jazzovski trobentač (* 1878 ali 1879)
- 1965 – Moše Šertok - Moše Šaret, izraelski predsednik vlade (* 1894)
- 1971 – Claude Gauvreau, kanadski (quebeški) pesnik, dramatik (* 1925)
- 1972 –
  - Talal bin Abdulah, jordanski kralj (* 1909)
  - Aristokles Spiru - Athenagoras, konstantinopelski patriarh (možen datum smrti je tudi 8. julij) (* 1886)
- 1973 – Max Horkheimer, nemški filozof in sociolog judovskega rodu (* 1895)
- 1975 – Jacob Aall Bonnevie Bjerknes, norveško-ameriški meteorolog, fizik (* 1897)
- 1976 – Gustav Walter Heinemann, nemški predsednik (* 1899)
- 1983 – Herman Kahn, ameriški fizik, futurist (* 1922)
- 2006 – Syd Barrett, angleški glasbenik (* 1946)
- 2014 – Eduard Ševardnadze, gruzinski politik, predsednik (* 1928)

## Prazniki in obredi
- Butan - Guru Rinboči
- Kitajska – praznik Mlečne ceste
- Japonska – Tanabata
- Salomonovi otoki - dan neodvisnosti
- Tanzanija – dan Saba Saba
- Jemen – dan združitve